# Эскадренные миноносцы типа 051B
Тип 051B (Luhai) — эскадренный миноносец ВМС Китайской Народной Республики. Серия состоит из одного корабля 167 «Шэньчжэнь». Корабль вступил в строй в 1998 году и был на тот момент крупнейшим надводным боевым кораблём, построенным в Китае. Он во многом напоминает увеличенную версию эсминцев проекта 052, и является одним из первых кораблей ВМС Китая со сниженной радиолокационной заметностью. Дальнейшим развитием этого проекта стали корабли типа 052B.

## История
Шэньчжэнь был заложен на верфи Далянь в мае 1996 года. Это был экспериментальный корабль на базе эсминцев типа Луху и строился по модульной технологии с применением элементов стелс. Двигательная установка состоит из двух паровых турбин. Решение о применении паровых турбин было связано с большим опытом верфи Далянь в производстве этого оборудования и малом опыте китайской промышленности в области корабельных газовых турбин еще не созрел. Водоизмещение по сравнению с эсминцами типа Luhu увеличено на 2000 тонн. Шэньчжэнь был спущен на воду в 1997 году, хотя официального заявление о существовании корабля не было до момента его ввода в эксплуатацию. Главный конструктор этого проекта —  академик Пан Цзинфу (潘镜芙), который является также разработчиком предыдущего и последующего проектов китайских эсминцев.
Основной целью проекта 051B было получение опыта проектирования и строительства современного эсминца, а также совершенствование знаний и навыков, накопленных ранее при разработке эсминцев типа 052, таких как интеграция различных зарубежных подсистем. Корабль приводится в движение паровыми турбинами вследствие западного эмбарго 1989 года на поставки оружия и неготовности газовых турбин собственного производства. При разработке типа 051B использованы стелс-технологии, что позволило уменьшить ЭПР по сравнению со своим предшественником. Аналитики предполагали, что корабль в носовой части будет оборудован УВП для зенитных ракет. Однако, когда корабль, наконец, вступил в строй, выяснилось, что он вооружён ЗРК с 8-контейнерной пусковой установкой HQ-7. Эти ЗРК обладали низкой эффективностью против низколетящих крылатых ракет, атакующих с различных азимутов. ВМФ КНР не был удовлетворён проектом, и был построен только один корабль. В то время ПВО была слабым местом китайского флота, и старые старые системы не могли в достаточной степени изменить положение. В результате было принято решение закупить в России  две пары эсминцев проекта 956, которые выполняли функции флагманских кораблей флотов.
Единственный корабль типа 051B 167 «Шэньчжэнь» участвовал в первом дружественном визите кораблей НОАК в Африку в 2000 году, в первом визите в Европу в 2001 году и первом визите в Японию в 2007 году. В 2004 году корабль прошёл ремонт и модернизацию середины срока службы, во время которого 100-мм орудие и ЗРК HQ-7 были заменены на улучшенные модели.
В августе 2009 года эсминец побывал с четырёхдневным визитом в Кочи, Индия после выдвижения в Аденский залив для борьбы с пиратством.

## Модернизация 2015 года
В начале 2015 года эсминец встал на ремонт в военно-морской базе Чжаньцзян. Изначально не было ясности, предполагался ли обычный ремонт или подготовка к выводу из состава флота, но фотографии в январе 2016 года показали, что корабль был переоборудован новыми системами. Четыре старых 37-мм зенитных орудия типа 76А были заменены двумя 11-ствольными 30-мм ЗАК H/PJ-11 (экспортное обозначение Тип 1130) со скорострельностью 10 000 выстрелов в минуту. ЗРК HQ-7 с дальностью 10–15 км был заменён на ЗРК HQ-16s c дальностью 50-60 км, УВП на 32 ячейки (в носовой части корабля перед надстройкой) и четырьмя РЛС подсветки цели типа  345. Вертолетный ангар был модифицирован под вертолет Ка-28, были установлены две дополнительных мачтовых структуры с РЛС типа 382 на фок-мачте и РЛС целеуказания типа 364 под куполом на грот-мачте. Модернизация обеспечила корабль вооружением и средствами обнаружения сравнимыми с фрегатами типа 054А. РЛС типа 382 заменила РЛС типа 381 с одиночной фазированной антенной решеткой и была  перемещена с грот-мачты на фок-мачту, чтобы убрать ранее существовавшую слепую зону. Кватердек был полностью закрыт, в транце появились новые порты под буксируемую ГАС и противоторпедную ловушку; однако ГАС переменной глубины не была установлена. Корабль завершил модернизацию систем оружия в августе 2016 года.

## Корабли класса
| № | Бортовой номер | Название           | Верфь  | Спущен  | В строю | Флот         | Статус  |
| - | -------------- | ------------------ | ------ | ------- | ------- | ------------ | ------- |
| 1 | 167            | «Шэньчжэнь» (深圳) | Далянь | 10.1997 | 02.1999 | Южно-Морской | В строю |

## Внешние ссылки
- На Викискладе есть медиафайлы по теме Эскадренные миноносцы типа 051B

- Сегодня Обороны Сино
- Китайские Военные Новости Блог